# Niv Sultan

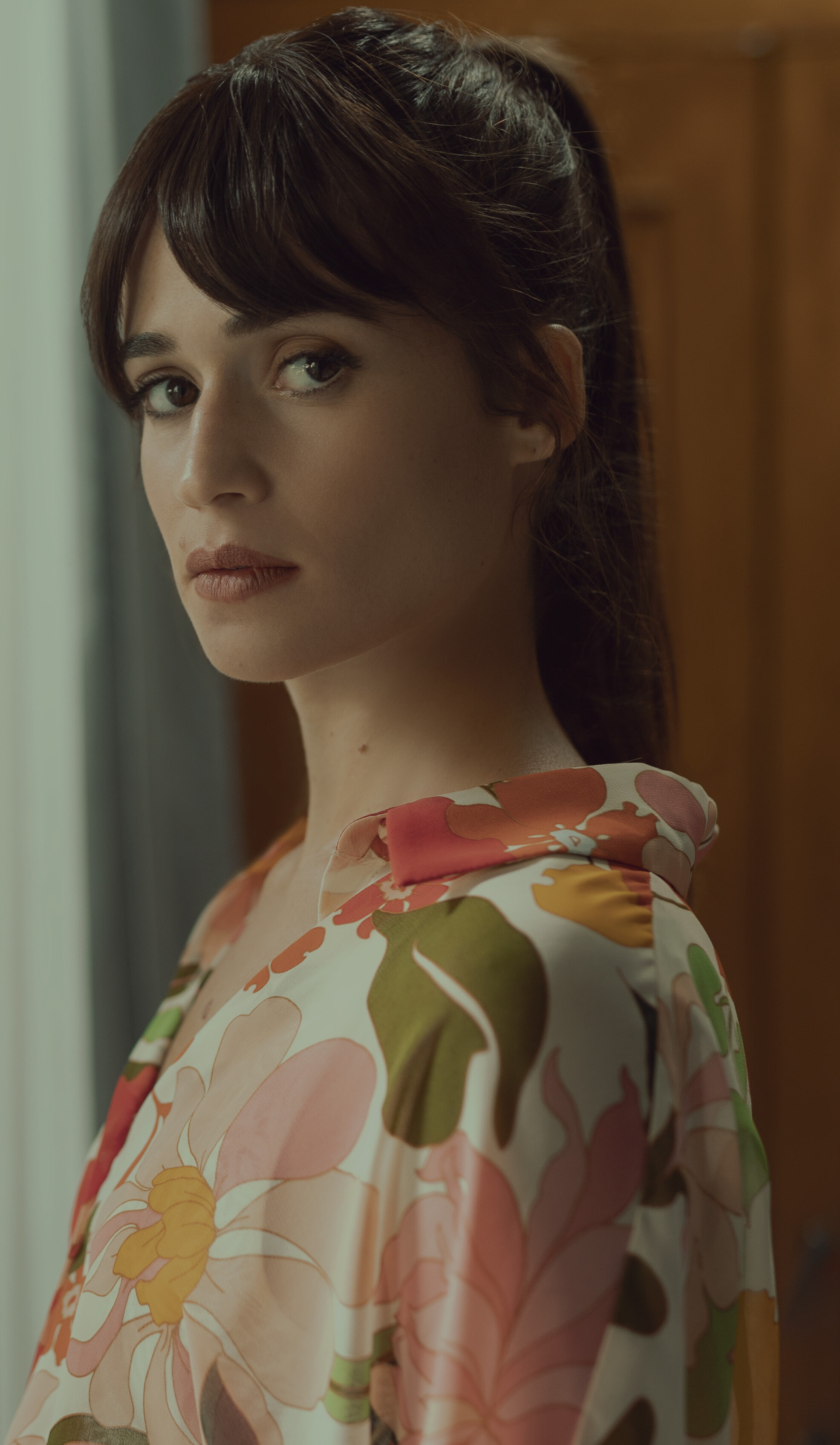
Niv Sultan (2022)

Niv Sultan (hebräisch ניב סולטן; geboren am 16. September 1992 in Jerusalem) ist eine israelische Schauspielerin.

## Leben
Sultan wurde in eine marokkanisch-sephardische Familie geboren. Ihr Bruder Ben Sultan ist ebenfalls Schauspieler. Nachdem sie bei den Israelischen Verteidigungsstreitkräften gedient hatte, nahm sie drei Jahre lang Schauspielunterricht in Tel Aviv.
Durch die Serie Teheran, in der sie eine Mossad-Agentin in Teheran spielt, wurde sie einem größeren Publikum bekannt.

## Filmografie
- 2013: Yomanei HaChofesh HaGadol (Fernsehserie)
- 2015–2017: La Familia (Fernsehserie)
- 2017: Kimaat Mefursemet
- 2017: Metim LeRega (Fernsehserie)
- 2018: Flawless (HaNeshef)
- 2018: The stylist (Fernsehserie)
- 2018: Eilat (Fernsehserie)
- seit 2020: Teheran (Fernsehserie)
- 2022: That Dirty Black Bag (Fernsehserie)
- 2022: Traitor (Fernsehserie)
- 2024: Matchmaking 2